# Maluisses cloacas Augeae purgare
Maluisses cloacas Augeae purgare è una locuzione latina che si traduce letteralmente con «Vorrei piuttosto pulire le stalle di Augia».
Deriva da una frase che Seneca nell'opera Apokolokyntosis (7,5) fa pronunciare al defunto imperatore Claudio il quale avrebbe preferito la proverbiale fatica di Ercole all'amministrare la giustizia a Tivoli ed essere costretto ad ascoltare le arringhe degli avvocati.